# Hylasia lydia
Hylasia lydia är en fjärilsart som beskrevs av Druce. Hylasia lydia ingår i släktet Hylasia och familjen mätare. Inga underarter finns listade i Catalogue of Life.